# Linz
Linz (ejtsd: linc) Ausztria Felső-Ausztria tartományának székhelye. 211 944 lakosával Bécs és Graz után Ausztria harmadik legnépesebb városa. Linzet sokáig acélvárosnak hívták, amit legnagyobb munkaadójának, a Voestalpine AG acélművének köszönhet, de számos környezetvédelmi és kulturális kezdeményezés született az elmúlt évtizedekben annak érdekében, hogy kulturális városként határozza meg magát. 2009-ben Linz volt Európa kulturális fővárosa Vilniusszal, Litvánia fővárosával együtt, ami nagy segítség volt ezekben a törekvéseiben. Ausztria fő gazdasági központjainak egyike.
2021 óta A Római Birodalom dunai limese világörökségi helyszín része.

## Fekvése
Linz Felső-Ausztria keleti részén, a Duna két partján helyezkedik el. Észak-Dél irányban 18,6 km, kelet-Nyugat irányban 12,3 km a kiterjedése. A város a linzi medencében fekszik, nyugatról a Kürnbergi erdő és a termékeny Eferdingi medence, északról az 539 m magas Pöstlinghegy, a 927 m-es Lichtenhegy és a festői Mühl-negyed határolja.
A város keleti határa a Duna, mely északkeleti-délkeleti irányban félkörben átfolyik, majd határolja a várost. A várostól délre kezdődik az Előalpok vidéke.

## Időjárás
Linz a szubóceáni és a szubkontinentális klíma határán fekszik, így időjárása erősen kétarcú. Ez meglátszik az évi csapadékmennyiségben is, ami 872 mm. A legtöbb eső nyáron esik. Viszonylag felhős időszakok miatt, az évi napsütéses órák száma 1800 óra körül van, ami nem kimondottan kimagasló. 
Az évi középhőmérséklet 9,9 fok, ami az adott szélességi foknak és az óceáni éghajlat hatásának megfelelő. A legmelegebb hónap július és a leghidegebb január.

## Története

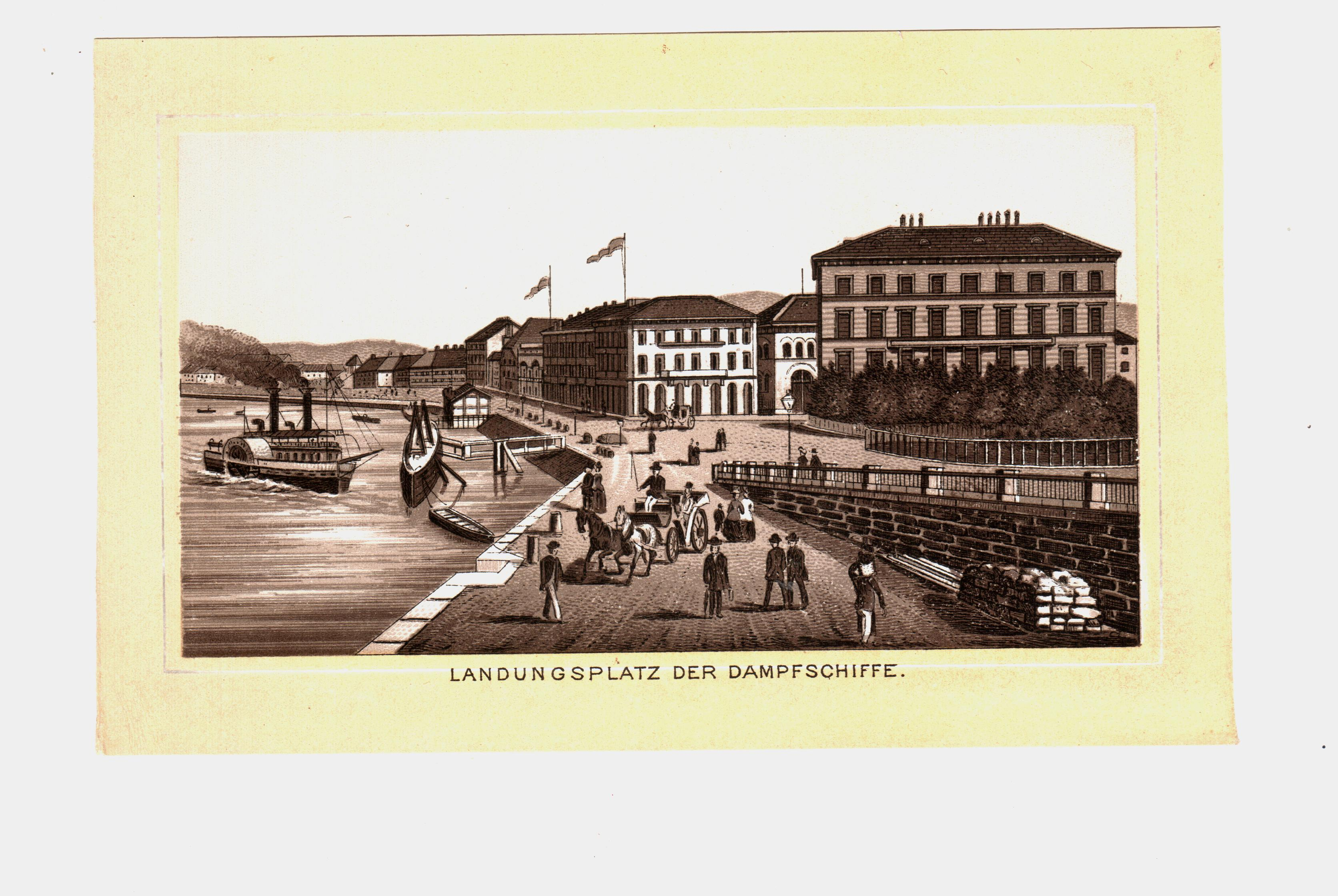
A kikötő a 19. sz. végén

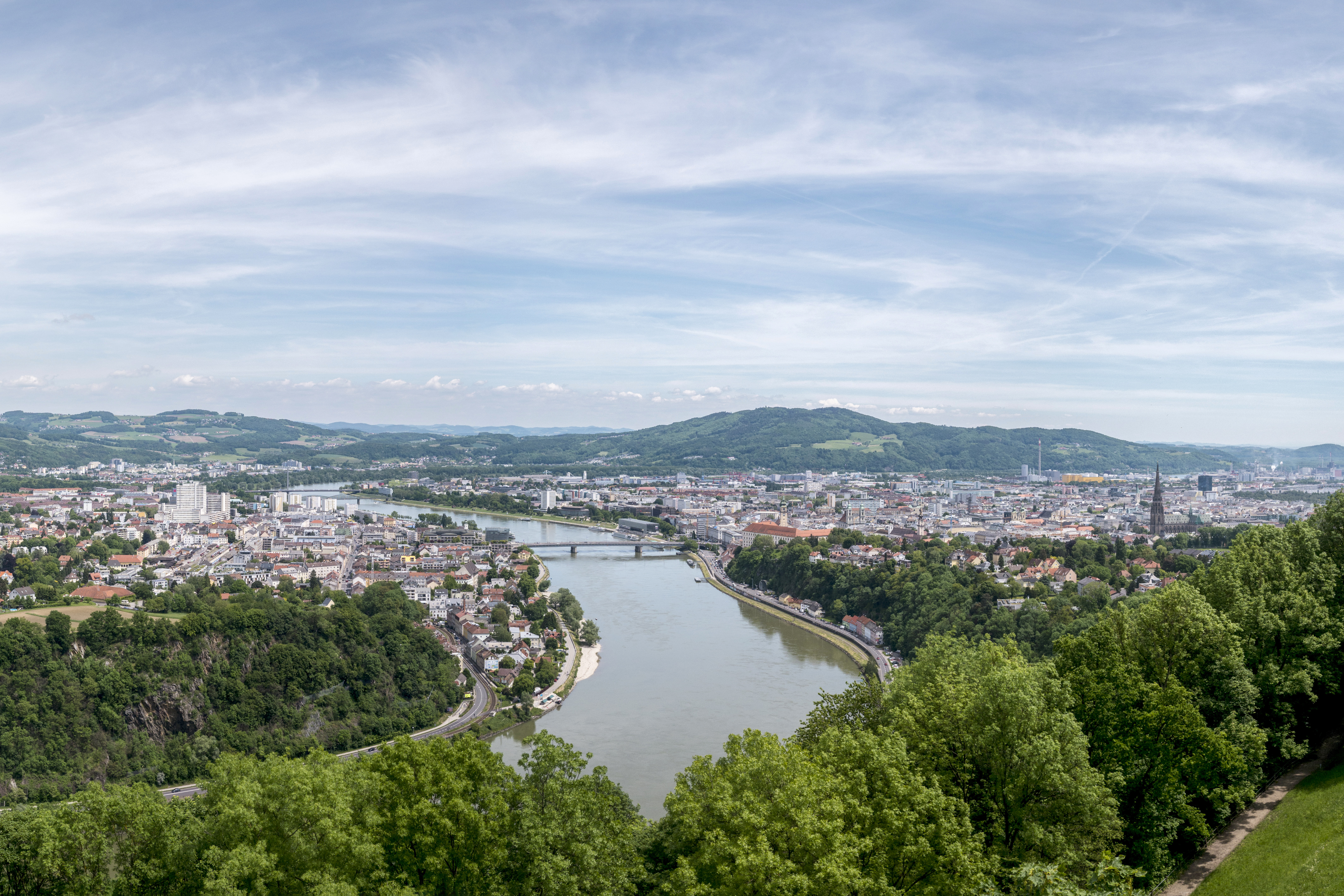
Linz látképe

A település és környéke már a történelem előtti korban is folyamatosan lakott volt; a kő-és bronzkorban egyaránt alakultak itt ki kisebb telepek, és e tekintetben a hely kedvező volt a dunai gázló számára is. A kelták a Freinberg magaslatára építettek "oppidum"-ot, a város eredeti "Lentia" (Csónak) nevét is ők adták, később ezt vették át a rómaiak is.
Nevét is a rómaiak említették először 410-ben a római állami kézikönyvben Lentia néven. A Római Birodalom idején kezdetben polgárváros állt itt, később helyőrséget is vezényeltek Lentiába.
A várost a 6. században a bajorok erősítették meg az avarok ellen. Nagy Károly frank hadai innen indultak a kelet meghódítására, a hunok, avarok, magyarok is erre törtek utat nyugat felé.
A békésebb évtizedekben Linz mint kereskedőváros járt az élen, hol a passaui püspök, hol a Babenbergek fennhatósága alatt. 1230 körül a várost a polgárok erődítménnyel vették körül, Linz ekkor kapott városi jogokat is.
Amikor Hunyadi Mátyás magyar király és III. Frigyes császár között kitört a háború, III. Frigyes ide, Linzbe szorult vissza és itt is halt meg 1493-ban.
Linz 1490-ben Felső Ausztria fővárosa lett, azonban a tartományi herceg sohasem tartotta székhelyét Linzben, Bécsben székelt. Linz a nemesek, gazdag polgárok, alsóbb papság városa maradt, püspökséget is csak II. József császártól kapott.
A város gyakran szerepelt a vallásháborúkban is. III. Ferdinánd és Rákóczi György 1645-ben itt kötötte meg az úgynevezett Linzi békét.
1645-ben linzben már jelentős gyapjuszövőgyár alakult ki. A város sokat szenvedett a napóleoni hadaktól is. A napóleoni háborúk hatására Linzet 1828-1836 között hídfővé építették ki, Miksa főherceg pedig bástyákul 32, részben még ma is látható tornyot építtetett ki. 1825-1832 között itt építették meg Európa első lóvasútját is, mely 100 km-es távon Linz és Budweis (ma a csehországi České Budějovice) között közlekedett. 1837-ben érkezett Linzbe az első dunai gőzhajó.

## Ipara
Linz legfőbb iparága a vasipar. Itt találták fel a különleges, világhírű LD konverteres acélgyártást. Linz másik fontos iparága a nitrogéngyártás, de erős textil és dohányipara is van, valamint hajógyártása is nevezetes.
Az elsők közt kezdtek itt tűzálló téglát gyártani. Ebből származik a város legnagyobb bevétele a turizmuson túl.[forrás?]

## Látnivalók
- Fő tér (Hauptplatz) – Közvetlenül a Duna-híd mellett található, a térről induló Landstrasse a város fő ütőere, mely a Főpályaudvarhoz vezet. A tér 220 méter hosszú és 60 méter széles, nagysága 1200 óta nem változott. A teret számos szép reneszánsz és barokk épület övezi. A tér közepét a 26 méter magas 1716-ból való szentháromság szobor díszíti. Keleti oldalán az 1659-ben átépített Városháza áll, nyugati oldalán pedig a 18. számú ház, a Freichtingerhaus, szép árkádos udvarral.  A 27. szám alatt áll a valamikori Weissenwolff-palota, mely 1660-ban épült. 
  - Szentháromság-szobor (1717)
  - Városháza
  - Weissenwolff-palota (1660)
  - Városi plébániatemplom (Stadtpfarrkirche) – A Főtértől keletre található. A templombelső jobb oldalán álló vörösmárvány főoltár (1772) alá temették el III. Frigyes császár szívét. A császár (Bécs és Bécsújhely elvesztése után) 1489-től 1493-ig, haláláig rezideált Linzben. Szarkofágja a bécsi Szent István-dómban van. A templomban jobbra az utolsó a Szent Florián-oltár képe, a 17. századi Linzet ábrázolja.
- Régi dóm (Alter Dom) – A plébániatemplomtól délre áll.  A jezsuiták építették 1670-1678 között. Igen gazdag barokk belső díszítése van. Az új püspöki székesegyház felépültéig, 1909-ig ez volt a püspöki templom. A régi dóm falán emléktábla hirdeti, hogy a nagy zeneszerző, Anton Bruckner a Linztől nem messze fekvő St. Florián kolostorban van eltemetve.
- Felső-Ausztriai Tartományi Múzeum (Oberösterreichisches Landesmuseum) – képtárral és természetrajzi gyűjteménnyel.
- Várkastély (15-17. sz.) -
- Martinskirche
- Promenade
  - Tartományi Színház (Landestheater)
  - Tartományi székház (Landhaus)
  - Erzsébet királyné szobra
- Landhauskirche (1752-1758)
- Orsolya-templom
- Népkert (Volksgarten)
- Opera (Musiktheater, épült 2013-ban)
- Püspöki palota (1721-1726)
- Irgalmas barátok temploma (1729)
- Új székesegyház (Neue Dom) – Linz legnagyobb egyházi jellegű épülete.  A neogótikus épület alapjait 1862-ben rakták le, az egyházi szertartások 1909-ben kezdődtek benne, de véglegesen csak 1924-ben fejezték be. A templom a híres egyházi építőművész Vinzenz Statz tervei szerint épült. Ő volt abban az időben a kölni dóm restaurátora is. A háromhajós, kereszthajós bazilikatemplom építőművészeti remekműnek számít mint külsejében, mint belsejében, számos mellékoltárával együtt. Alapterülete valamivel nagyobb mint a bécsi Szent István-dómé: hossza 130 méter, szélessége 60 méter, magassága pedig 44 méter; tornya 135 méter magas, csak 2 méterrel alacsonyabb a bécsi dóm tornyánál.
- Kapucinus templom (1660-1662): itt van eltemetve Montecuccoli.
- Botanikus kert
- Pöstlingberg (539 m): a hegy csúcson áll a Szűz Mária hét fájdalmas Bazilika. Kedvelt kiránduló hely, ahonnan csodás panoráma nyílik a Mühlviertel-vidékre, az Alpokra, és Linz városára. A Főtérről a hegyre menő 50-es villamos (Pöstlingbergbahn) végállomása a zarándoktemplom alatt található.

## Közlekedés

### Vasút
Az 1825-1832 között megnyitotta kapuit a lóvasút. Ez volt az első vasút az európai kontinensen és Gmunden keresztül Wels és Linz – České Budějovice településeket érintette. Ez a vasútvonal volt az, amely összekötötte a Duna folyót és a Moldvát és tette Linzet egy fontos közlekedési csomóponttá.
Linz 1852-ben csatlakozott Kaiserin Elisabeth-Bahn vasúttársaság által épített München és Salzburg vasútvonalhoz. A város akkori déli végén létesült a Főpályaudvar 1880-ban. Az eredeti Linzer Hauptbahnhof épülete elpusztult a második világháborúban, ezért újat építettek 1945-1950-ben, majd 2000-2004 között ennek helyébe is egy új állomás épült a jobb közlekedési kapcsolatok kiszolgálása érdekében. A vasútállomás új épülete a nagyvonalú tervezés és világos hangulata alapján 2005 és 2011 között 7 alkalommal nyerte el a Közlekedési Klub Ausztria által a Legnépszerűbb és legszebb vasútállomás Ausztriában címet.
Pályaudvarok:
- Linz Hauptbahnhof
- Mühlkreis pályaudvar (1888) A Duna bal partján fekszik, és az északi régió vasútforgalmát szolgálja.

### Közút
Linz egy fontos közlekedési csomópont. Az A1-es autópálya a várostól délre fut, amelyet A7-es autópálya köt össze délről, illetve északi folytatásában a S10-es autóút kapcsolja össze Prága felé. Az A7-es autópálya a városon is átvezet, ezért a jelentős napi forgalma mellett gyakori torlódások alakulnak rajta ki. 
A város alatt 3 jelentősebb alagút találhat: a Römerberg alagút a belvárosban (1967-ből), az A7-es autópályán Bindermichl Autobahneinhausung (2005-ből) 1062 m és 580 m hosszú városi alagút, a Mona-Lisa alagút (2000-ből) 750 m hosszú vasútvonal és  Ebelsberg und Pichling városrészek alatt.
Belvárosában a gyalogos zónák a közelmúltban kiterjesztésre kerültek, így a Fő tér (Hauptplatz) mellett számtalan óvárosi utca a gyalogos zóna része.

### Duna hidak, hidak
- Nibelungen híd (1940)
- Vasúti híd: (1900)
- VÖEST híd: (1971)
- Steyregger híd: (1979)
- Ebelsberger híd (Traun folyó felett).
- Eisenbahn híd(2021)

### Parkolás
A belváros szélesebben vett övezetében korlátozott időtartamra (Kurzparkzonen) igénybe vehető, – általában 30, 90, 150 perces várakozással – fizető övezet került kijelölésre. A parkolásért naponta 8 és 18.30 között kell fizetni, szombaton 8-15.30 között. A Főpályaudvar környezetében mindennap 8-18.30. között fizetni kell. A belvárosban a terek alatt kiterjedt többszintes mélygarázsok, a bevásárló központokhoz parkolóházak épültek, összesen 28 ilyen van a belvárosban.

### Közösségi közlekedés
A városban villamos, autóbusz és trolibusz közlekedés üzemel.
A 900 mm-es keskeny nyomtávolságú villamos története az 1880-ban alapított lóvasútig vezet vissza. Az elektromos megtáplálást 1897-ben kapta meg. A kezdetben egy vágányú villamost 1902-ben Ebelsbergig meghosszabbították, igaz a Traun hídon való áthaladásig 1929-ig várni kellett, mivel a korábbi híd nem bírta el a villamosokat. Ezt követően kisebb nyugati irányú fejlesztések és a vonalak kétvágányúsítása következett. 1973-ban hídépítés során megszűnt az Edelsbergig futó vonal. 1977-ben az Egyetemig hosszabbították a vonalat. 2002-től ismételten jár Edelsbergig villamos, amelyet 2005. szeptember 2-án solarCity-ig meghosszabbítottak. 2009. május 29-én a Pöstlingbergbahnt integrálták a villamoshálózatba. 2011. augusztus 13-ától a 3-as vonal ideiglenes végállomása a Doplerholz lett. A jövőben a 2-es vonalat Pichlingig, a 3-as és 4-es villamosokat Traun – Haid – Ansfelden/Kremsdorf Nettingsdorf felé kívánják meghosszabbítani.
| 01 | Egyetem – Auwiesen         | 14,5 km | 35 megálló | egyirányú vezető állású szerelvény |
| 02 | Egyetem – solarCity        | 18,5 km | 44 megálló | egyirányú vezető állású szerelvény |
| 03 | Landgutstraße – Doblerholz | 08,5 km | 18 megálló | egyirányú vezető állású szerelvény |
| 50 | Fő tér – Pöstlingberg      | 04,1 km | 14 megálló | kétirányú vezető állású szerelvény |

Az első linzi trolibuszvonal – később O1 vonal – 1944. május 15-én indult el, 8,2 kilométer hosszú volt és Hessen – St. Martin között járt. A tízperces követéssel a járatok naponta  6:00-22:30 között közlekedtek. A felsővezeték megsérültek a második világháború légitámadásai alatt. A vonal helyreállítását követően 1945. szeptember 17-étől járat ismét a járat, amelynek útvonalát 1952-ben és 1963-ban meghosszabbíották. 1952-től járt a O2 viszonylat (ma 41-es). A városi közlekedés folyamatos átszervezésével és az egyes utcák forgalmi rendjének átépítésével egyetemben az útvonalak és irányok változtak.
| 41  | Hessenplatz – Baintwiese                           | 06:15–07:45 óra: 10 perces követés (csak iskola időben), 8:00-19:00 óra: 15 perces követés , 19:00 órától 30 perces követés |
| 43  | Hessenplatz – Traun Stadtfriedhof                  | 06:15–07:45 óra: 10 perces követés (csak iskola időben)                                                                     |
| 45  | Stieglbauernstraße – Főpályaudvar (Buszpályaudvar) | 13:00–17:30 óra: 10 perces követés                                                                                          |
| 45A | Stieglbauernstraße – Froschberg                    | |
| 46  | Hafen – Froschberg                                 | 13:00–17:30 óra: 10 perces követés                                                                                          |

## Kultúra

### Múzeumok

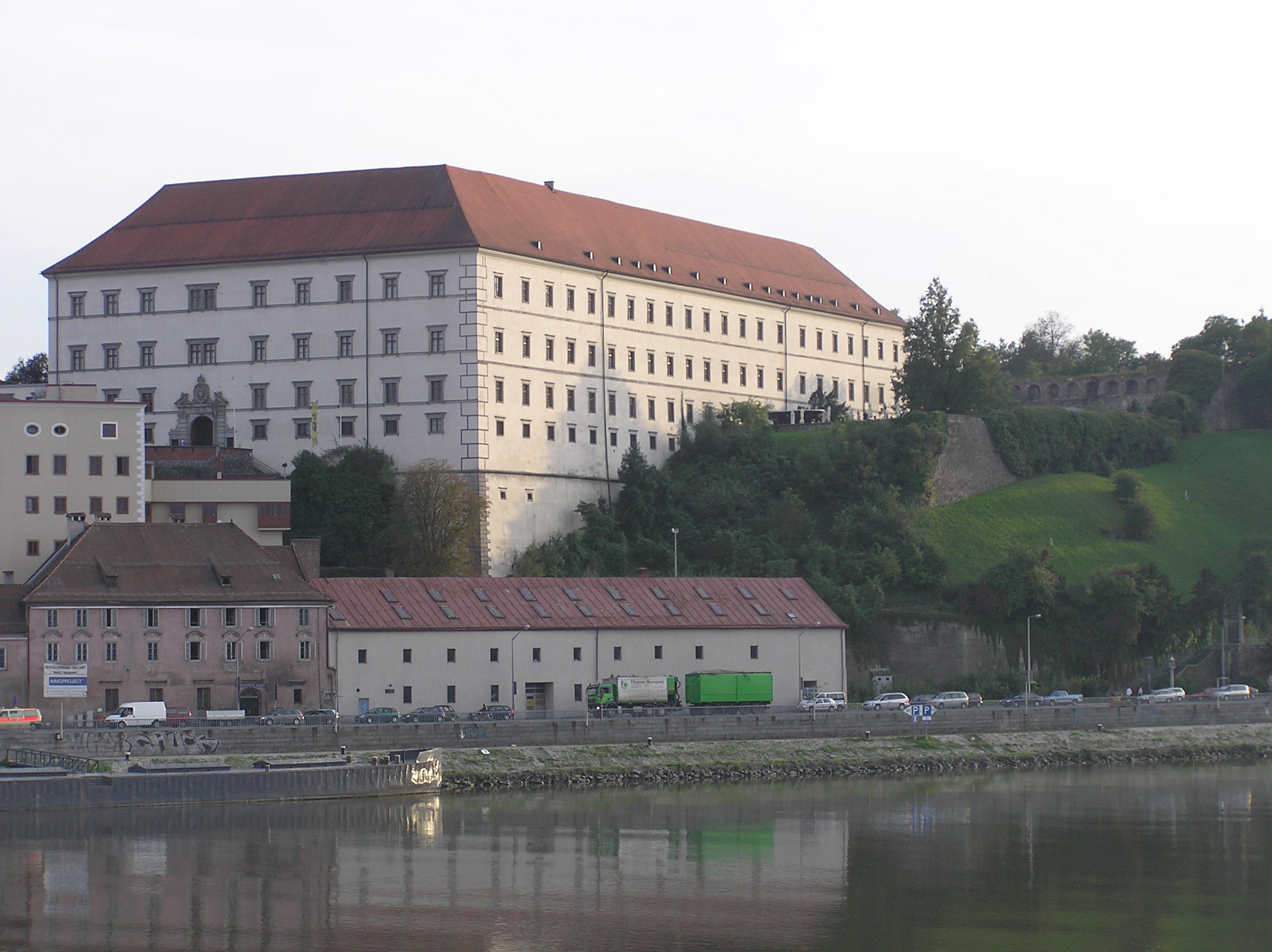
Kastély

- Ars Electronica Center
- Városi múzeum
- Fogmúzeum
- Építészetháza
- Felső-Ausztriai állami múzeum
- Kastélymúzeum
- Modern művészetek háza

### Színház
- Állami színház
- Phönix színház
- Kaméleon színház
- Pinceszínház
- Zeneszínház

## Vallás
- Fontosabb templomok: Új Dom, Régi Dom, Stadtpfarrkirche, Wallfahrtsbasilika Pöstlingberg, Pfarrkirche Urfahr, Friedenskirche Urfahr, Martinskirche, Pfarrkirche Ebelsberg.
- Katolikus Magánegyetem
- Zsinagóga

## Testvérvárosai
- Berlin-Charlottenburg Németország (1995)
- Linz am Rhein Németország (1987)
- Halle an der Saale Németország, (1975)
- České Budějovice[5] Csehország (1987)
- Csengtu Kína (1983)
- Gabès Tunézia (1977)
- Kansas City USA (1988)
- Gwangyang Dél-Korea (1991)
- Linköping Svédország (1995)
- Norrköping Svédország (1995)
- Modena Olaszország (1992)
- Nyizsnyij Novgorod Oroszország (1993)
- San Carlos Nicaragua (1988)
- Zaporizzsja Ukrajna (1983)
- Tampere Finnország (1995)
- Dunaújváros Magyarország (1992)
- Fiume, Horvátország[6]

## Média
- 1848-ban alapították a Linzer Zeitungot és a Volksblatt für Herzet.
- 1865-ben megjelent a Tagespost, azaz a napi posta.
- A 20. században a rádiók is megjelentek: Radio FRO, KroneHit.
- A televíziók: LT1 (magántelevízió), és több kábeltelevízió

## Fordítás
- Ez a szócikk részben vagy egészben  a   Linz című német Wikipédia-szócikk ezen változatának fordításán alapul.  Az eredeti cikk szerkesztőit annak laptörténete sorolja fel. Ez a jelzés csupán a megfogalmazás eredetét és a szerzői jogokat jelzi, nem szolgál a cikkben szereplő információk forrásmegjelöléseként.